# مقبلات (مشهيات)

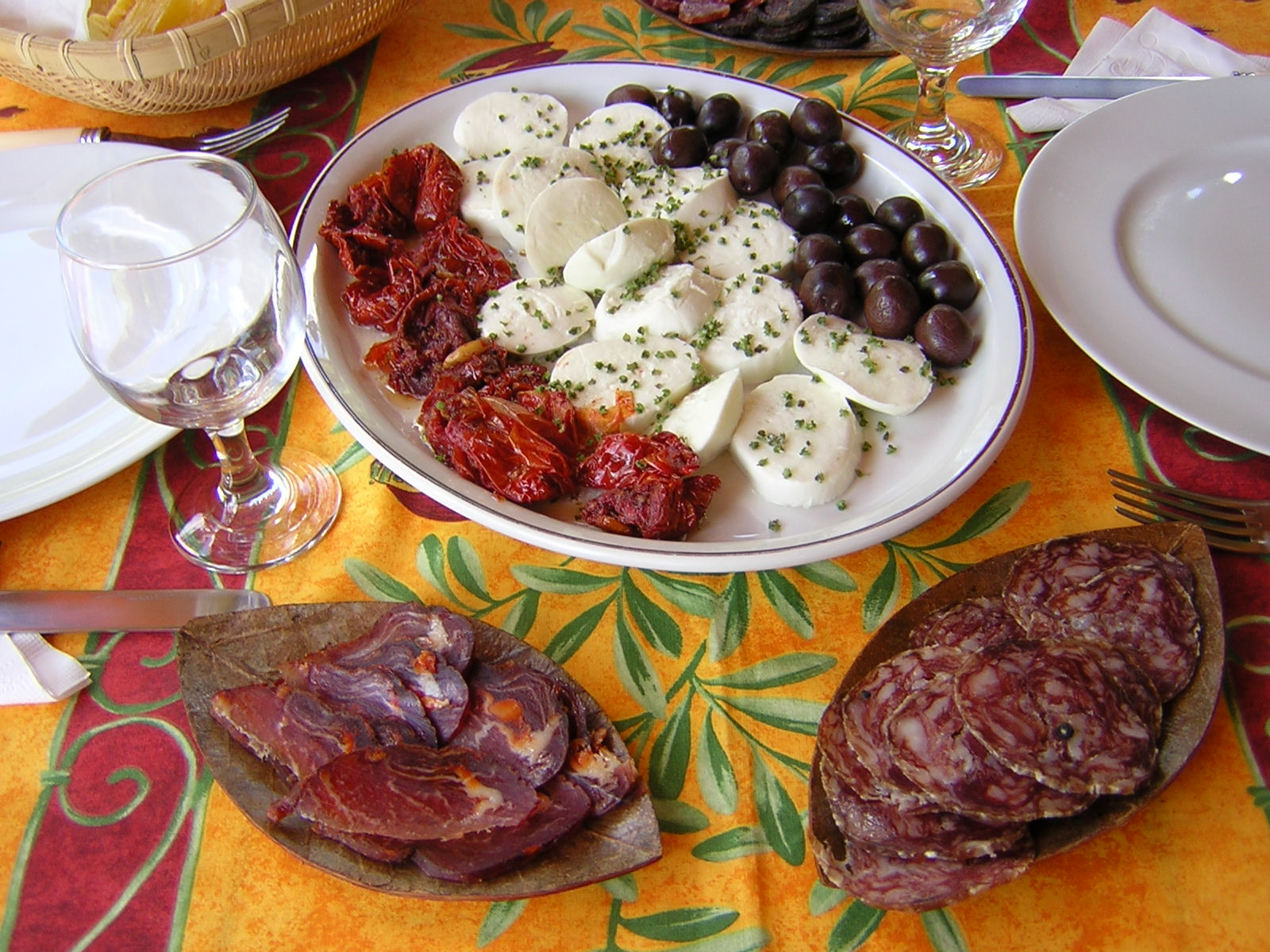
طبق من الموزاريلا والزيتون والطماطم المجففة يقدم مع اللحوم المقددة.

المقبلات أو المُشَهيات (بالفرنسية: Hors d'oeuvre) (بالإنجليزية: appetiser or starter) هو طبق صغير يقدم قبل الوجبة الأساسية في المطبخ الاوروبي، بعض المقبلات تقدم ساخنة بينما يقدم البعض الأخر بارداً. قد يتم تقديم المقبلات كجزء من وجبة العشاء أو يتم تقديمها قبل الجلوس على المائدة، كالتي تستخدم في حفلات الكوكتيل أو حفلات الاستقبال. تكون المقبلات عادة أصغر من الوجبات الرئيسية وتعدّ لتؤكل باليد.

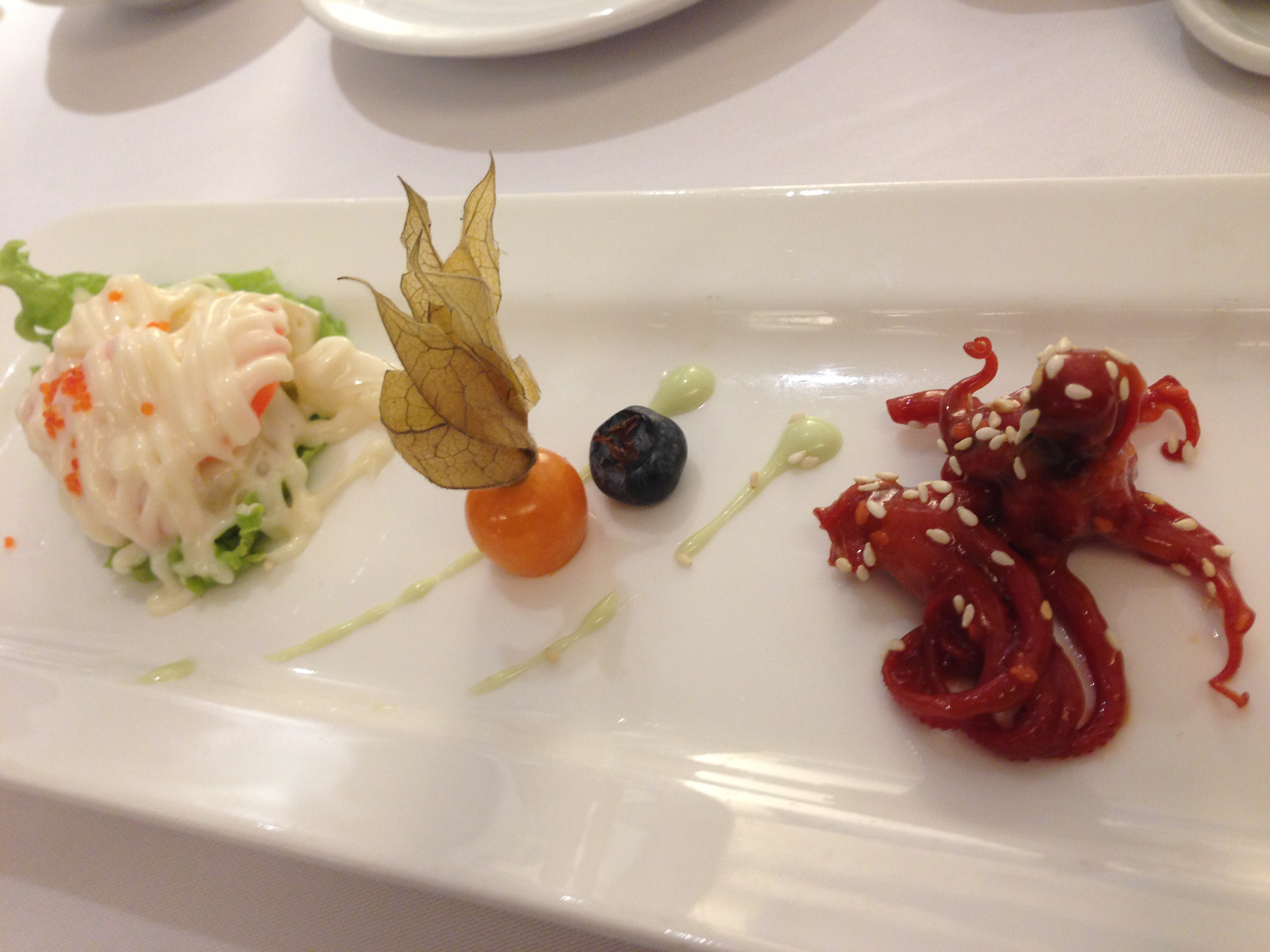
مقبلات صينية في أحد مطاعم سنغافورة

المقبلات  هو طبق صغير يقدم قبل الوجبة  في المطبخ الأوروبي. يتم تقديم بعض المقبلات باردة والبعض الآخر ساخن. كما يمكن تقديمه على مائدة العشاء كجزء من الوجبة، أو قد يتم تقديمها قبل الجلوس، مثل حفل استقبال أو حفل كوكتيل. في السابق، كان يتم تقديم المقبلات أيضًا بين الدورات.

## أصل الكلمة

### باللغة الفرنسية
تعني كلمة "Hors-d'œuvre" بالفرنسية حرفياً «خارج العمل» - أي «ليس جزءًا من مجموعة الدورات العادية في الوجبة». من الناحية العملية، هو طبق قائم بذاته كوجبة خفيفة أو يدعم الطبق الرئيسي. الهجاء الفرنسي هو نفسه للاستخدام المفرد والجمع؛ في اللغة الإنجليزية، ومطبعي ضمد ⟨œ⟩ يتم استبدال عادة عن طريق الدوغراف حرفان يمثلان صوتا مفردا مع الجمع مكتوبة عادة "hors d'oeuvres" ونطقها يكون هكذا /ɔːr ˈdɜːrvz/.

### باللغة الإنجليزية
ومن المعروف أن المقبلات في اللغة الإنجليزية أيضا تأتي باسم يشير إليها كبداية للطعام (starters) أو كطبق أولي.

### باللغة العربية
يعود اصل كلمة مقبلات إلى القبول المشتق من الفعل قَبِلَ أي انها الأشياء التي تهيء المرء لقبول ما سياتي لاحقا.

## الأصل التاريخي

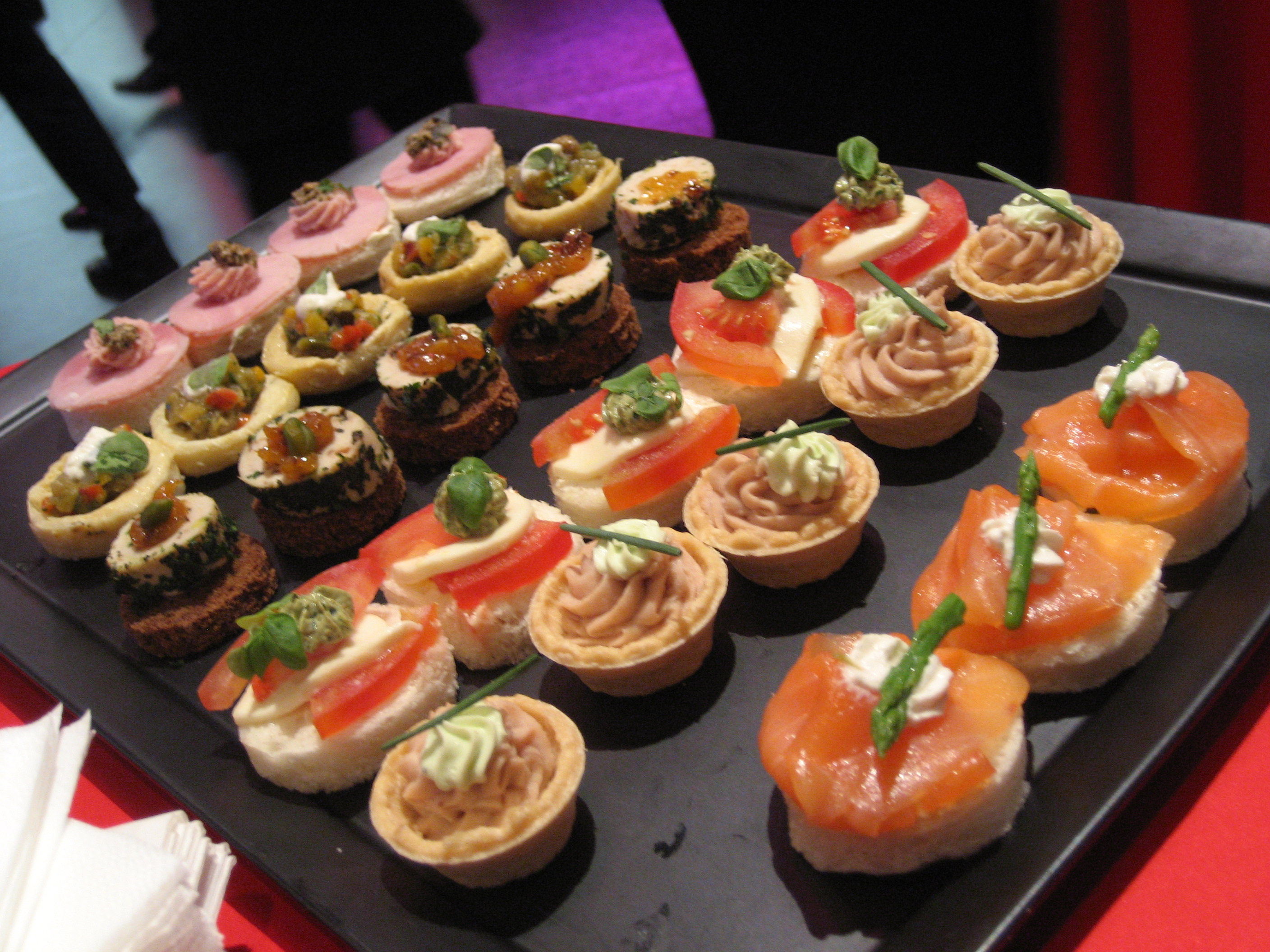
صينية المقبلات ، شكل من أشكال المقبلات ، في حفل كوكتيل

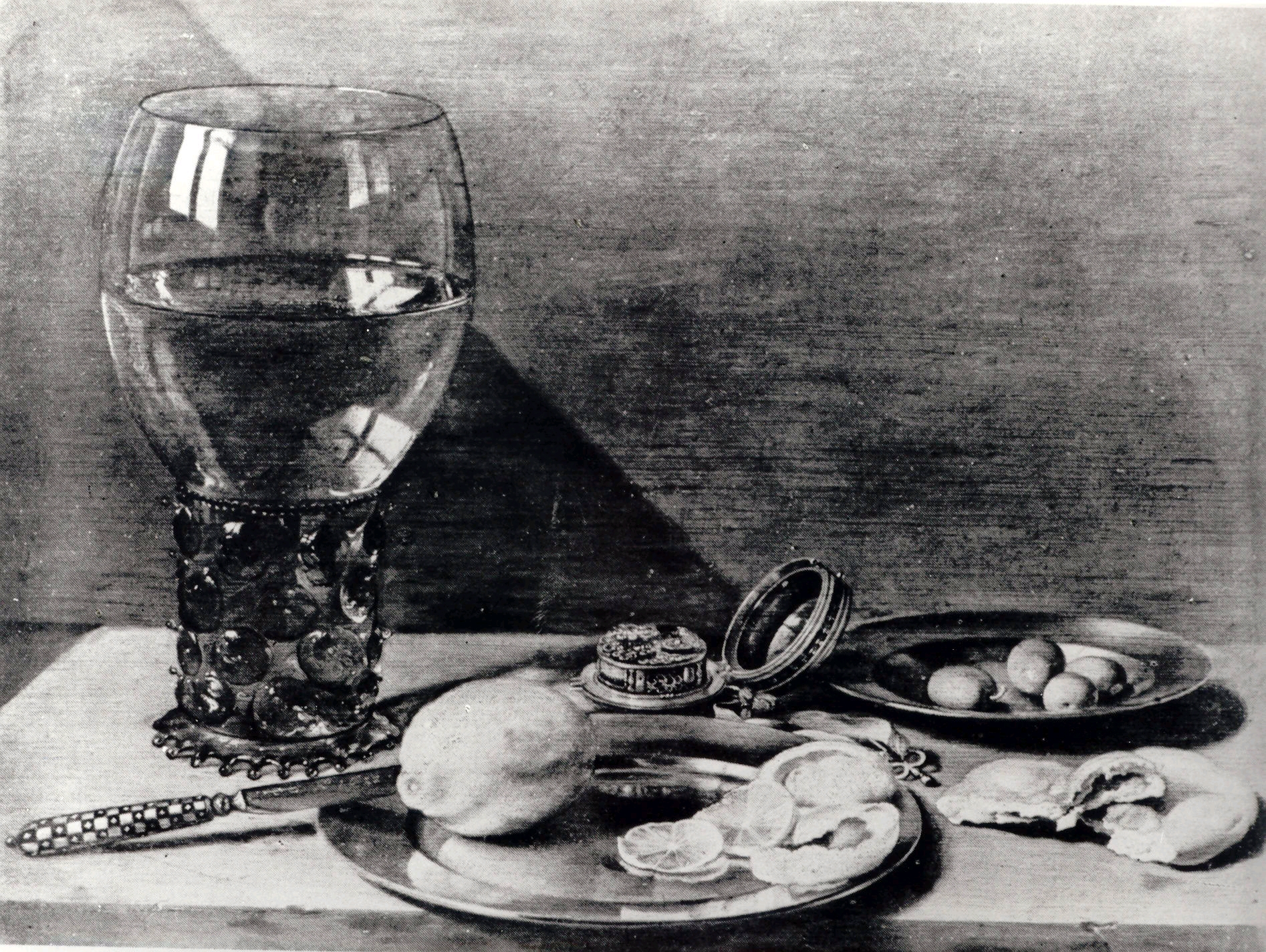
رسم تصويري للمقبلات قديما

يعتقد عدد قليل من مؤرخي الطعام أن هذا التقليد ربما بدأ في روسيا، حيث كانت الوجبات الخفيفة الصغيرة من الأسماك والكافيار واللحوم شائعة بعد الرحلات الطويلة.  ومع ذلك، فمن المحتمل أن تكون العادة قد نشأت في الصين، وربما تأتي عبر السهوب، إلى روسيا والدول الاسكندنافية وفرنسا ودول أوروبية أخرى. ربما وصل التقليد إلى إيطاليا واليونان ودول البلقان عبر روسيا أو بلاد فارس. ترتبط العديد من العادات الوطنية، بما في ذلك السويدي منوعة والروسية زاكوسكي، الشرق الأوسط المزة، والإيطالي المقبلات. خلال العصر الروماني ، كانت ممارسة الوجبة عبارة عن طبقين رئيسيين تم استكمالهما قبل الوجبة بكميات صغيرة من الأسماك والخضروات والجبن والزيتون   وحتى الزنجبيل المحشو. يمكن أن يتحقق هذا في بداية الوجبة المعروفة باسم إما جوستاتيو أو بروموليسيس . أطلق الإغريق على طبق المقبلات اسم بروبوما. 

### خدمة فرنسية
خلال العصور الوسطى ، تم تقديم وجبات فرنسية رسمية مع مقبلات بين تقديم الأطباق. يمكن أن تكون هذه الأطباق الثانوية إما أطباق طعام فعلية، أو عروض متقنة وحتى عروض مسرحية أو موسيقية. في القرن الرابع عشر، كانت وصفات المقبلات تُصنع في الغالب من اللحوم والأسماك ولحم الخنزير والخضروات. بحلول القرن الخامس عشر، تم تقديم العرض والعروض المتقنة بين الدورات، ويمكن أن تكون صالحة للأكل أو تعرض الموضوعات ذات الصلة بالمضيف، والتي تم إنشاؤها في منحوتات الزبدة أو أنواع أخرى من الأعمال الحرفية. مع التقديم في القرن السابع عشر للخدمة على الطريقة الفرنسية ، حيث يتم وضع جميع الأطباق في وقت واحد بطريقة متناسقة صارمة للغاية، بدأت المقبلات في التغيير في المعنى ولكنها كانت لا تزال لذيذة بشكل أساسي. إلى جانب ذلك، تم تقديم عروض طاولة فضية وسيراميك متقنة بالإضافة إلى بياس مونتي. تم وضع المقبلات بين الأطباق الأخرى ضمن العمل الرئيسي للوجبة.
في هذا الوقت تقريبًا من القرن السابع عشر، بدأ تقديم أطباق أصغر من خلال وضعها خارج نطاق العمل الرئيسي للأطباق الموضوعة بشكل متماثل. كانت هذه معروفة باسم المقبلات. تم تقديم المقبلات في الأصل كمقبلات من الخبز المحمص الصغير مع طبقة علوية لذيذة قبل الوجبة. أول ذكر للمادة الغذائية كان من قبل فرانسوا ماسيالو في عام 1691، مذكور في كتابه: الرويال والطباخ البورجوازي (طباخ رويال وبورجوا) وأوضح بأنه «يتم تقديم أطباق معينة بالإضافة إلى تلك التي قد يتوقعها المرء في التكوين الطبيعي لـ العيد». في المنشور الفرنسي «ملذات الطاولة»، ذكر إدوارد نينيون أن المقبلات نشأت في آسيا. ومضى يقول إن الفرنسيين يعتبرون المقبلات غير ضرورية لوجبة مطبوخة جيدًا. استمرت الخدمة الفرنسية في أوروبا حتى أوائل القرن التاسع عشر. بعد القرن التاسع عشر، أصبح المقبلات طبقًا حلوًا أو حلوى على وجه الحصر تقريبًا مع التقاليد البريطانية المتمثلة في أن «الطعام اللذيذ» هو التقليد الوحيد المتبقي من المقبلات اللذيذة.
تغير أسلوب تناول الطعام الرسمي بشكل كبير في القرن التاسع عشر، حيث أصبحت دورات متتالية تقدم واحدة تلو الأخرى على مدى فترة من الزمن. ستبقى بعض المقبلات التقليدية على المائدة طوال الوجبة. وشملت هذه الزيتون والمكسرات والكرفس والفجل. أصبحت المقبلات المتغيرة والمعاصرة، والتي تسمى أحيانًا «الأطباق الشهية»، أكثر تعقيدًا في التحضير. أصبحت المعجنات، مع صلصات اللحم والقشدة من بين أصناف أخرى متقنة، دورة تُقدم بعد الحساء.

### المذاقات الإنجليزية
يتأثر الطعام في إنجلترا بشدة بالدول الأخرى نظرًا لاعتماد الدولة الجزيرة على استيراد السلع الخارجية وأحيانًا الإلهام. تم استعارة العديد من كلمات وعادات الطهي الإنجليزية مباشرة من الفرنسية الأصلية (بعضها مكتوب بالإنجليزية بالكامل في التهجئة) مثل: المطبخ ، شريحة لحم الخاصرة ، المعجنات والعجة التي جاءت من القرن الثامن عشر وما قبله. في أواخر القرن التاسع عشر وأوائل القرن العشرين، شقت المزيد من الكلمات والأطعمة والعادات من فنون الطهي في فرنسا طريقها إلى إنجلترا، مثل حلوى الإصبعية و كسرولة و حسب الطلب و المشواة والمقبلات.
عادة ما يكون طبق الطعام المالح من أصل بريطاني ويأتي قرب نهاية الوجبة، قبل الحلوى أو الحلويات  أو حتى بعد الحلوى، على عكس المقبلات التي تقدم قبل الوجبة. فضل البريطانيون الطبق اللذيذ كمطهر للحنك قبل الشرب بعد الوجبة، مما جعل المقبلات قبل الوجبة غير ضرورية. عادة ما تكون اللذيذة صغيرة ومتبلة جيدًا وغالبًا ما يتم تقديمها ساخنة وتتطلب الطهي قبل التقديم مباشرة. في العصر الفيكتوري وفترات الإدواردي، شملت هذه الطبقة كما المحار المقلي ملفوفة في لحم الخنزير المقدد، وشريط لاصق وودكوك،  الذي كان لذيذا مصنوعة من البيض المخفوق، والأرض الفلفل الأسود وجنتلمان المذاق على نخب بالزبدة، خدم الساخنة. في فرنسا، غالبًا ما كان الجبن جزءًا من الأطباق اللذيذة أو يُضاف مع الفاكهة البسيطة كحلوى. قد يتكون العشاء الإدواردي النموذجي من أربع أطباق  تشمل شوربة ونوعين من الأسماك ولحمين وتنتهي بالعديد من المذاقات ثم الحلويات.

### المقبلات الأمريكية ومقبلات الكوكتيل

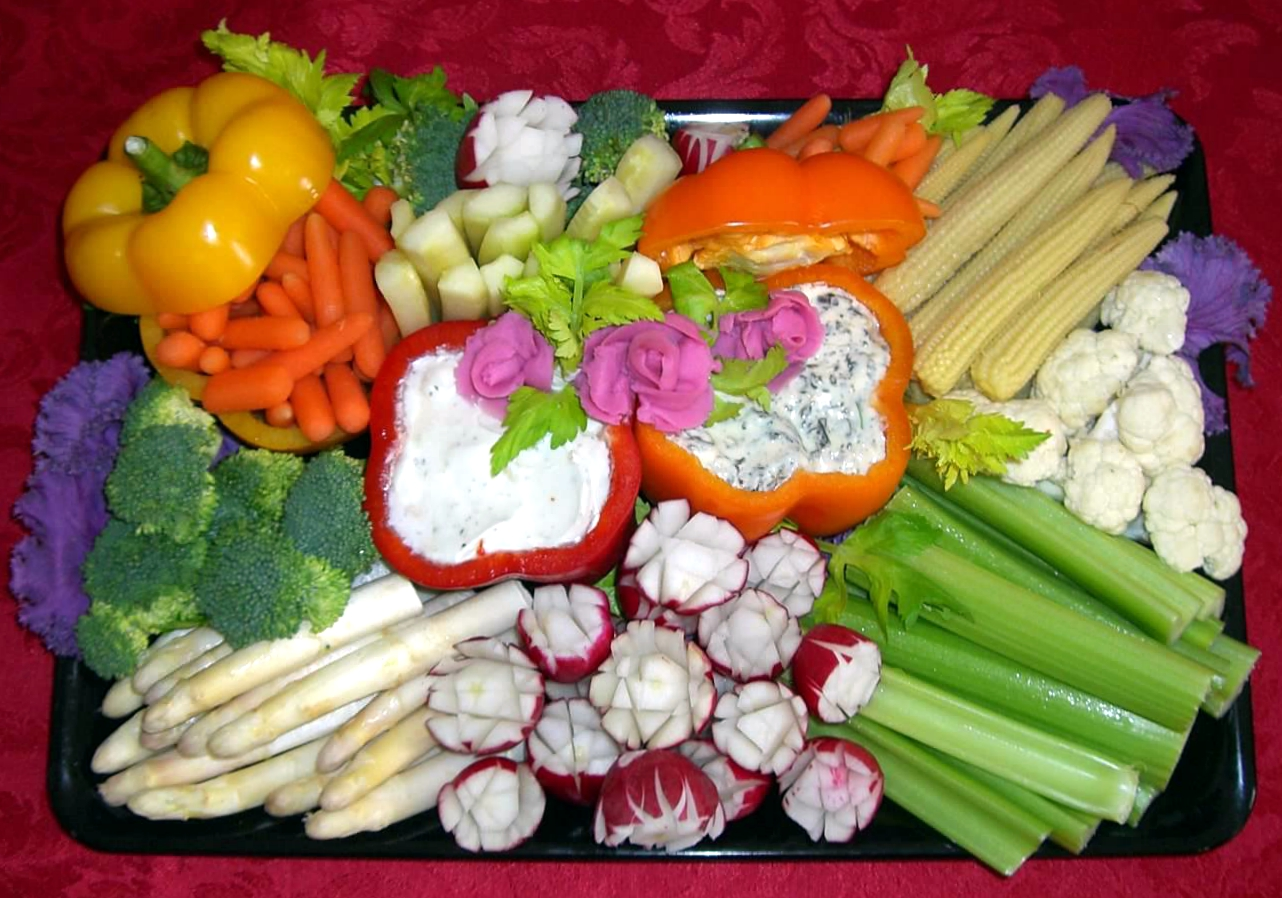
يتم تقديم أنواع مختلفة من الخضار النيئة في حفل كوكتيل

مصطلح فاتح الشهية (الإنجليزية الأمريكية: فاتح الشهية) هو مرادف للمقبلات. تم استخدامه لأول مرة في الولايات المتحدة وإنجلترا في وقت واحد في عام 1860. يستخدم الأمريكيون أيضًا المصطلح لتحديد أول ثلاثة أطباق في الوجبة، وهي اختيارية يتم وضعها بشكل عام على الطاولة قبل جلوس الضيوف. أصبحت المشروبات قبل العشاء عادة في نهاية القرن التاسع عشر. مع انتشار هذه الموضة الجديدة، استوحى البريطانيون الإلهام من الفرنسيين لبدء تقديم المقبلات قبل العشاء. يعتبر حفل الكوكتيل تجمعا صغيرا يضم مشروبات مختلطة ووجبات خفيفة. يمكن تقديم المقبلات باعتباره الطعام الوحيد الذي يتم تقديمه في حفلات الكوكتيل وحفلات الاستقبال، حيث لا يتم تقديم العشاء بعد ذلك. بعد انتهاء الحظر في الولايات المتحدة، حصل حفل الكوكتيل على القبول. قبل الحرب العالمية الأولى، كان من المتوقع أن يدخل ضيوف العشاء الأمريكيون غرفة الطعام على الفور حيث يتم تقديم المشروبات على المائدة مع المقبلات. تغير هذا بحلول عشرينيات القرن الماضي، عندما تم تقديم المقبلات قبل كوكتيل غير كحولي ؛ ومع ذلك، بعد إلغاء الحظر في الولايات المتحدة، أصبحت حفلات الكوكتيل شائعة مع العديد من المقبلات المختلفة التي تهدف إلى المساعدة في مواجهة المشروبات الأقوى. إنه حفل الكوكتيل الذي ساعد في نقل المقبلات من طاولة الطعام الرسمية إلى التنقل في صينية التقديم. يمكن أيضًا الإشارة إلى هذه المقبلات التي يتم تمريرها حول حفلة الكوكتيل باسم المقبلات.

## التحضير

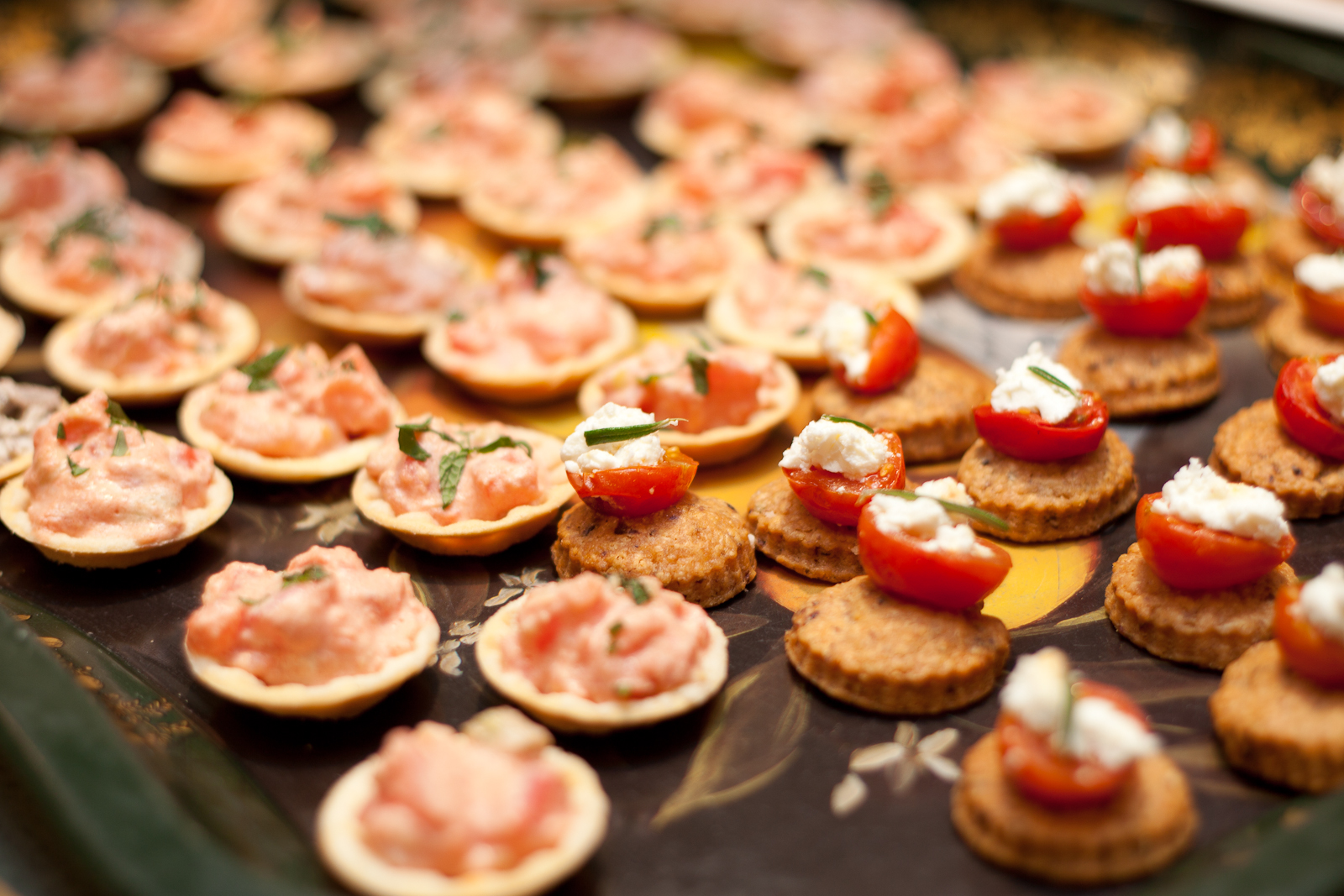
مقبلات باردة

في المطاعم أو العقارات الكبيرة، يتم إعداد المقبلات في مذود الحديقة وهو غرفة باردة.  غالبًا ما يتم إعداد المقبلات مسبقًا. قد يتم تبريد بعض الأنواع أو تجميدها ثم طهيها مسبقًا ثم إعادة تسخينها في فرن أو فرن ميكروويف حسب الضرورة قبل التقديم. 

## الاستخدام

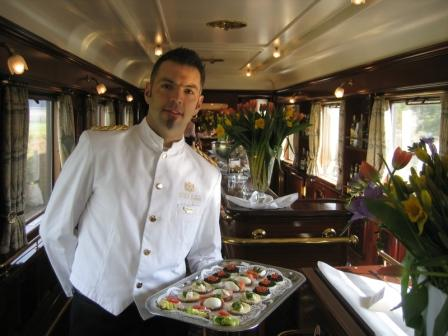
مضيف في عربة قطار عتيقة من عشرينيات القرن الماضي تقدم المقبلات على صينية كجزء من خدمة الخادم الشخصي.

كانت المقبلات قديما تقدم على عربة في القطار كشكل من اشكال الخدمات. في الوقت الحاضر تقدم المقبلات غالبا عندما تكون الفترة الزمنية بين وصول الضيوف وتقديم وجبات الطعام طويلا نسبيا. يتم تمرير المقبلات قبل الوجبة الرئيسية على صوانٍٍ بواسطة النُدُل، وقد يتم عرضها على طاولات على طراز البوفيه المقبلات.
إذا كانت هناك فترة ممتدة بين وصول الضيوف ووقت تناول الوجبة، على سبيل المثال خلال ساعة الكوكتيل، فقد يخدم ذلك غرض دعم الضيوف أثناء الانتظار، بنفس الطريقة التي يتم بها تقديم المقبلات كمشروب قبل الوجبات.
ومن القواعد غير المكتوبة أيضًا أن الأطباق التي يتم تقديمها كمقبلات لا تعطي أي فكرة عن الوجبة الرئيسية. يتم تقديمها مع قائمة الوجبات الرئيسية إما في درجات حرارة الغرفة أو درجة حرارة الغرفة الباردة؛ عند تقديمها ساخنة، يتم إخراجها بعد وصول جميع الضيوف حتى يتذوق الجميع الأطباق.
قد يتم تناوب المقبلات قبل الوجبة بواسطة النوادل أو تمريرها. يمكن الإشارة إلى المقبلات الثابتة التي يتم تقديمها على الطاولة على صينية على أنها طاولة مشهيات أو على طراز البوفيه. تعد المقبلات التي تم تمريرها المقدمة من الخوادم جزءًا من خدمة الخادم الشخصي. أو مقبلات بتلر.

## أمثلة
على الرغم من أن أي طعام يتم تقديمه قبل الطبق الرئيسي هو من الناحية الفنية مقبلات، إلا أن العبارة تقتصر عمومًا على العناصر الفردية، مثل الجبن أو الفاكهة. التين المزجج المغطى بالماسكاربوني والملفوف بالبروسكيوتو هو مقبلات، ويمكن أيضًا تقديم التين العادي الذي يتم تقديمه على طبق كمقبلات. يمكن أن يكون بنجر مخلل أو بيض الأنشوجة على رأس الطماطم كجزء من جلسة «المشروبات» الأولية مثل المشروبات الكحولية أو غير الكحولية. يتم تقديمها أيضًا في أشكال الغموسات أو المواد القابلة للدهن أو المعجنات أو الزيتون أو المكسرات مع أو بدون قاعدة من البيض أو الجبن أو اللحوم أو الخضار أو المأكولات البحرية أو الخبز.  الأصناف الباردة المنفردة المقدمة هي السلمون المدخن، الأفوكادو الكمثرى، الكافيار، الباتيه، كوكتيلات المحار والبطيخ مع الزينة والديكورات. الأطباق الساخنة محنك خدم والخضروات واللحوم والأسماك والبيض والمعكرونة والجبن، سوفليس، الأرغفة، المعجنات نفخة أو عجينة الشو. 

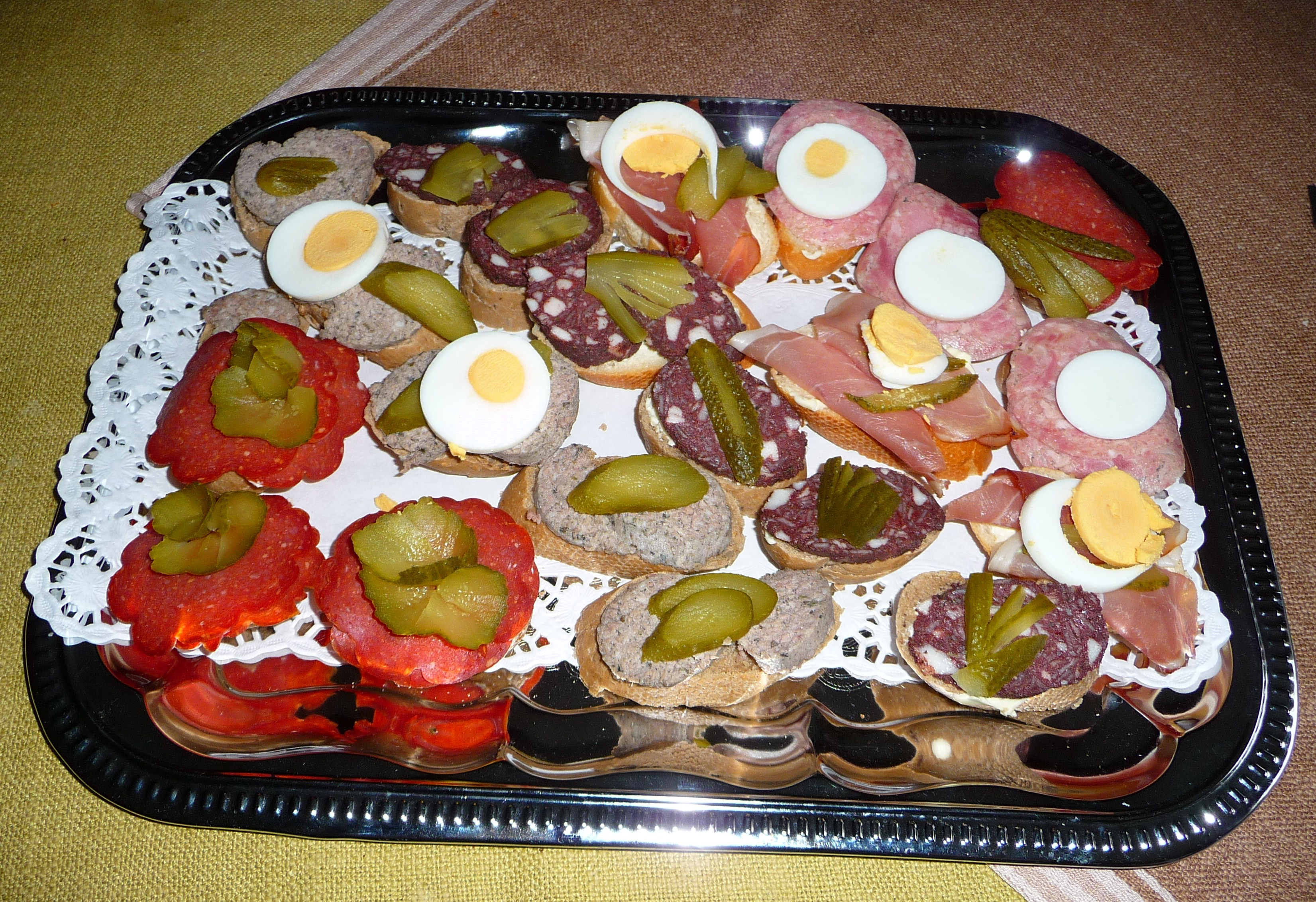
صينية مقبلات

مقبلات مختلفة الأنواع
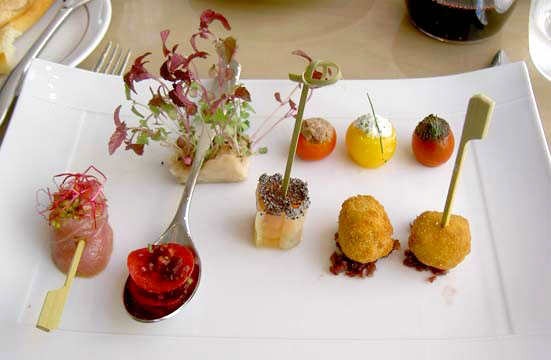
مقبلات في مطعم
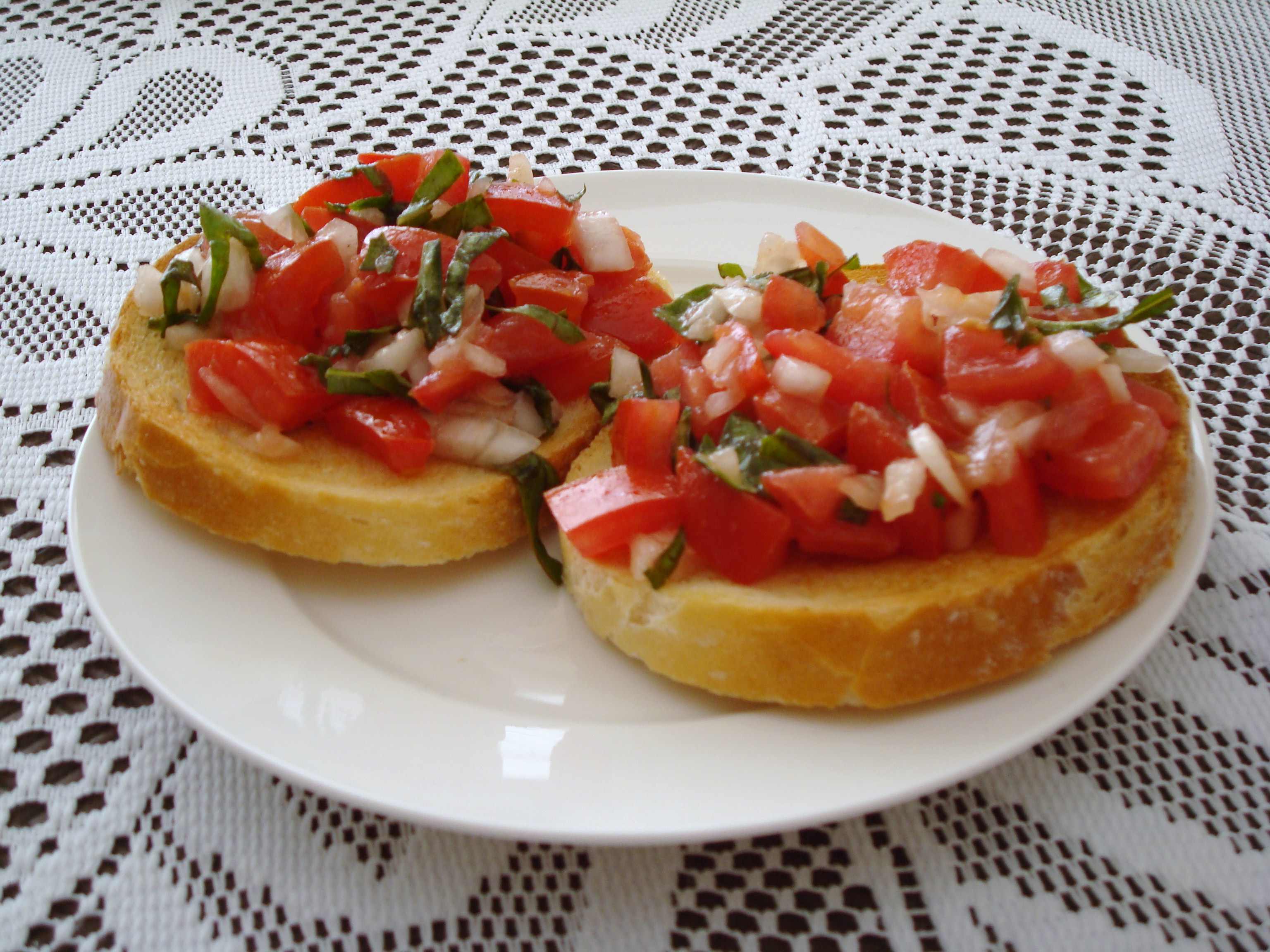
طماطم بروشيتا
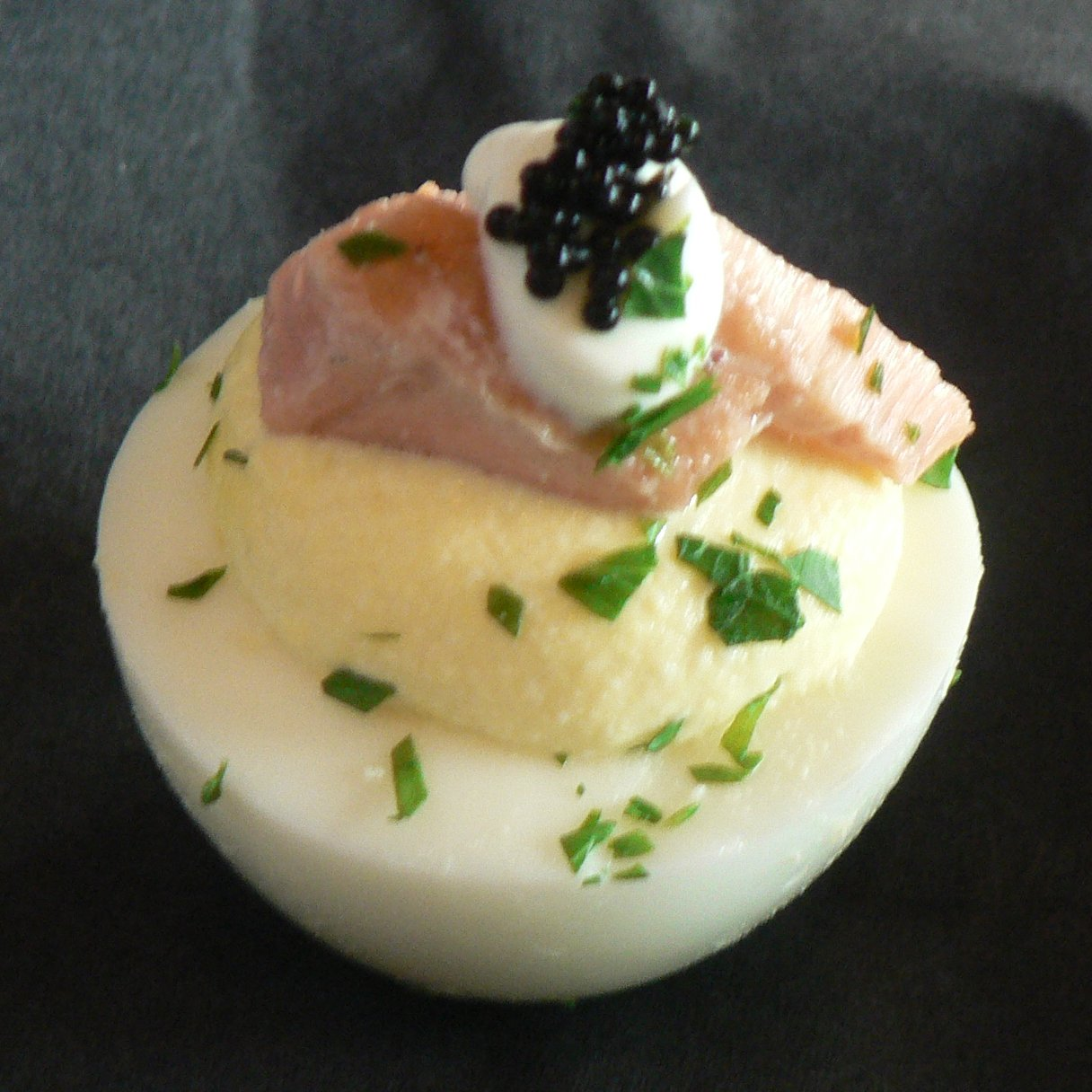
بيض ديفيلد مقبلات باردة
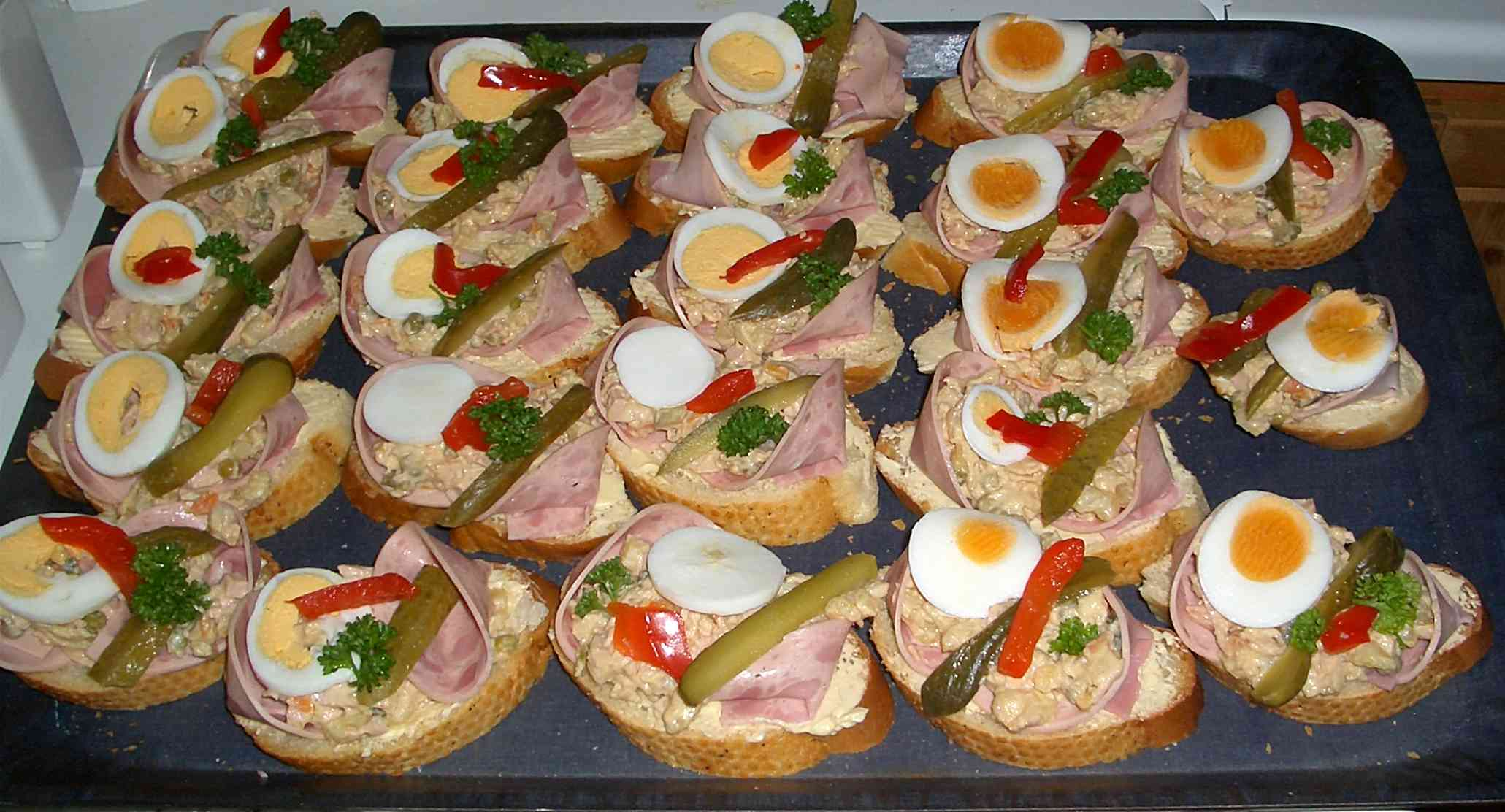
مقبلات تشيكية وسلوفاكية أو وجبة خفيفة
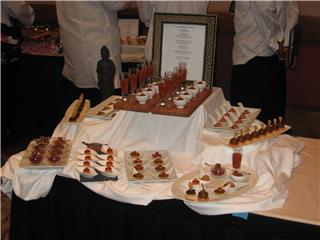
مجموعة مختارة من المقبلات الحديثة
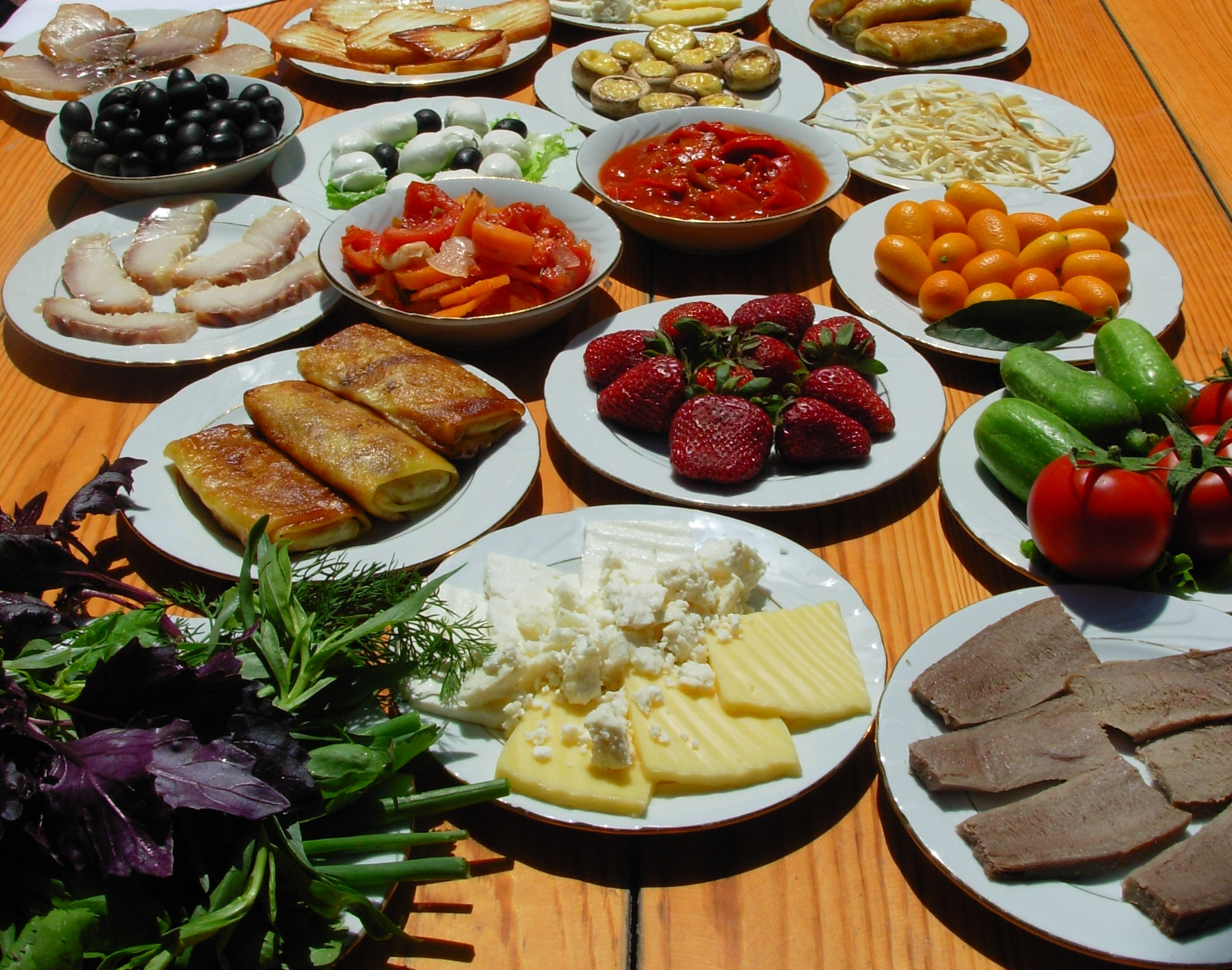
المقبلات في المطبخ الأذربيجاني

## حسب الثقافة واللغة

### في الأمريكتين
في المكسيك ، يشير نبات البوتان إلى الأنواع النباتية  يتم تقديمها بشكل شائع في أجزاء صغيرة في قضبان النبيذ.  في العديد من بلدان أمريكا الوسطى، تُعرف المقبلات باسم بوكاس (يُشار إليها بـ «المكسرات»). باسابالوس (يُشار إليه بـ «مشروب المارة») هو فنزويلي من أجل مقبلات.

### في آسيا

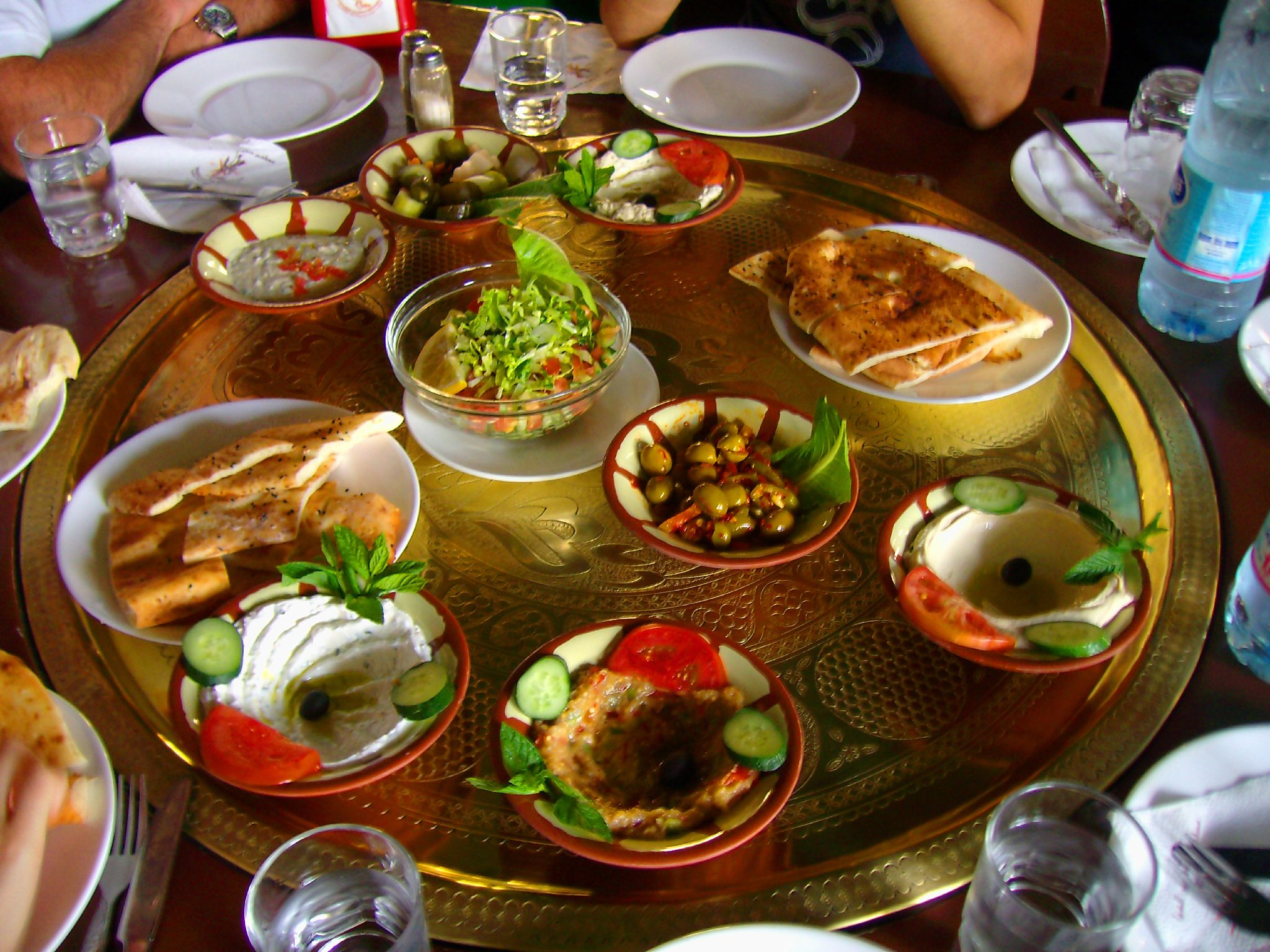
مزة في المطبخ الأردني

في المقبلات العربية (مقبلات «الأشياء التي تجعل المرء يقبل ما سيأتي». من الجذر قبل أشعل. «قبول») هو مصطلح المشهيات. يُعرف في الهند باسم chaat الذي يتم تقديمه طوال اليوم.  داهي بوري هي وجبة خفيفة أخرى من الهند تحظى بشعبية خاصة في مدينة مومباي في ولاية ماهاراشترا وفي مدينة أحمد آباد بولاية غوجارات. شات هو وجبة خفيفة يتم تناولها بشكل منفصل وليس جزءًا من وجبات الطبق الرئيسي.

زينساي (باليابانية: 前 菜) وهي كلمة يابانية تعني مقبلات، بشكل أكثر شيوعًا، يتم استخدام كلمة أودوبورو (بالكورية: オードブル) ، وهو نسخ مباشر من كلمة مقبلات في الكوريتين، البانشان (반찬) عبارة عن حصة صغيرة من الخضار أو الحبوب أو اللحوم. تشمل المصطلحات الكورية الإضافية للمقبلات جيونشي (전채)، والتي تعني «قبل الطبق» أو طبق بيتا (에피타이저)، المقبلات الباردة (بالفيتنامية: ộ nguội khai vị) والتي تدل على «فاتح الشهية» بفيتام هو أيضاً اسم طبق المقبلات الباردة. أما في لغة الماندرين، فإن كلمة لانغ بان (بالصينية: 冷盘) أو الطبق قبل الرئيسي (بالصينية: 前 菜) وهي المصطلحات المستخدمة للمقبلات، والتي يتم تقديمها في سلال باخرة أو على أطباق صغيرة. المزة هي مجموعة مختارة من الأطباق الصغيرة التي يتم تقديمها في مطبخ البحر الأبيض المتوسط ومأكولات الشرق الأوسط ومأكولات البلقان. الوجبات الخفيفة (باليونانية: Mezedakia) وهو مصطلح يشير إلى الوجبات الصغيرة. ويشار للمقبلات بالوجبة الإفتتاحية (بالإندونسية: Pembuka). يميكالتي تركية من أجل المقبلات. يُعد زاكوسكيس مقبلات في المطبخ الروسي ومأكولات أخرى في فترة ما بعد الاتحاد السوفيتي، ويقدم على شكل بوفيه من اللحوم والأسماك المقددة. الكافيار الذي يُقدم في إيران وروسيا هو البطارخ التقليدي المأخوذ من سمك الحفش البري في بحر قزوين والبحر الأسود.

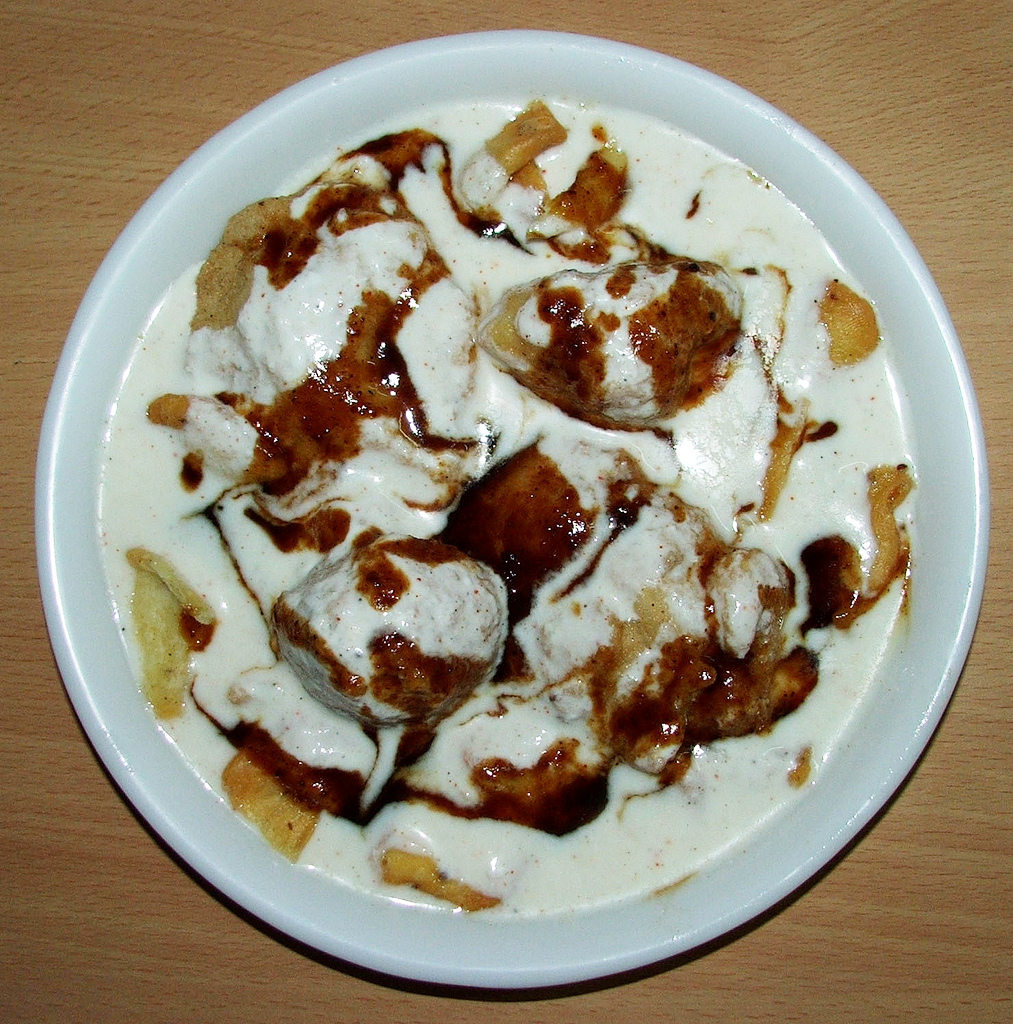
شات، مقبلات في المطبخ الهندي
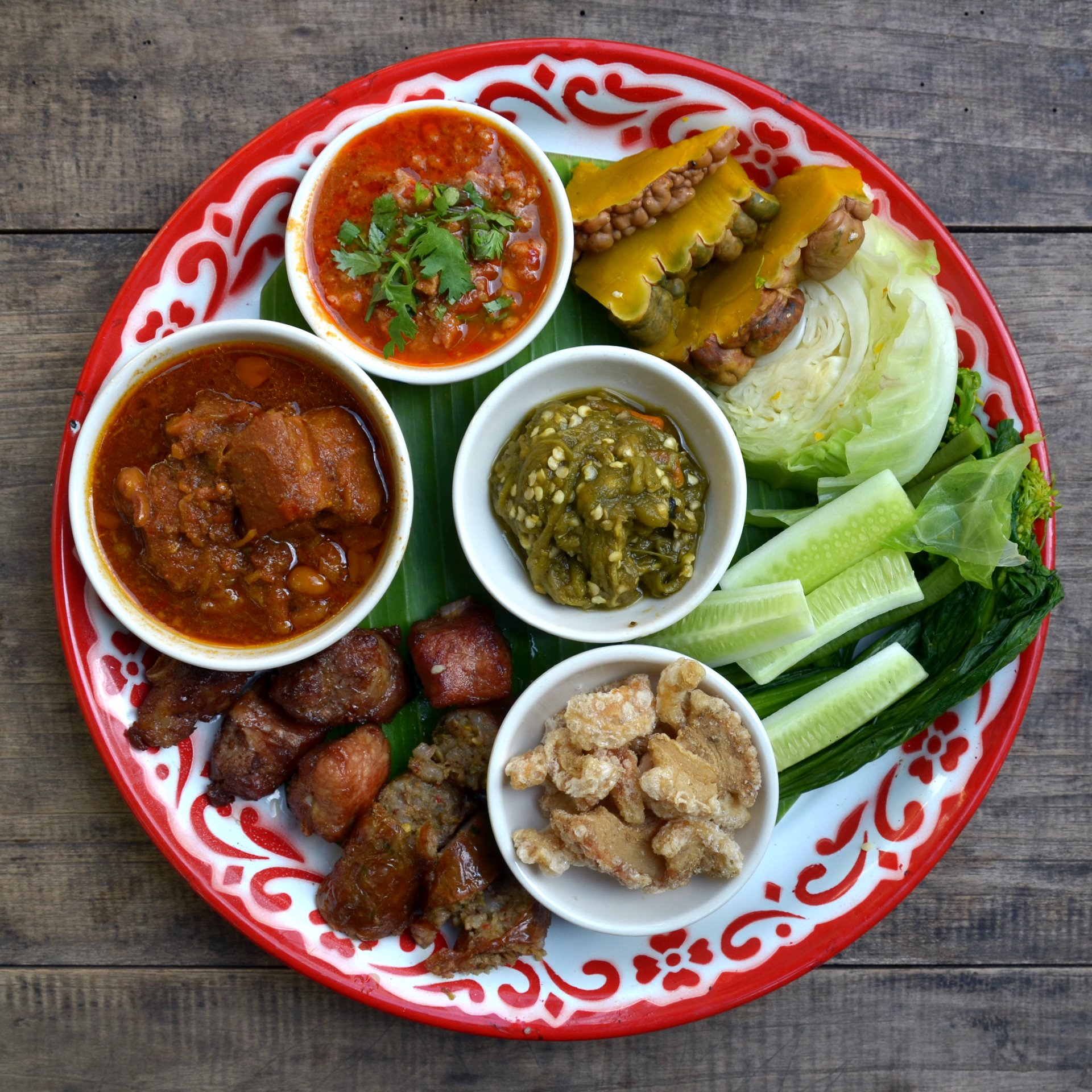
عينة من المقبلات في مطبخ شمال تايلاند (مطبخ لانا)
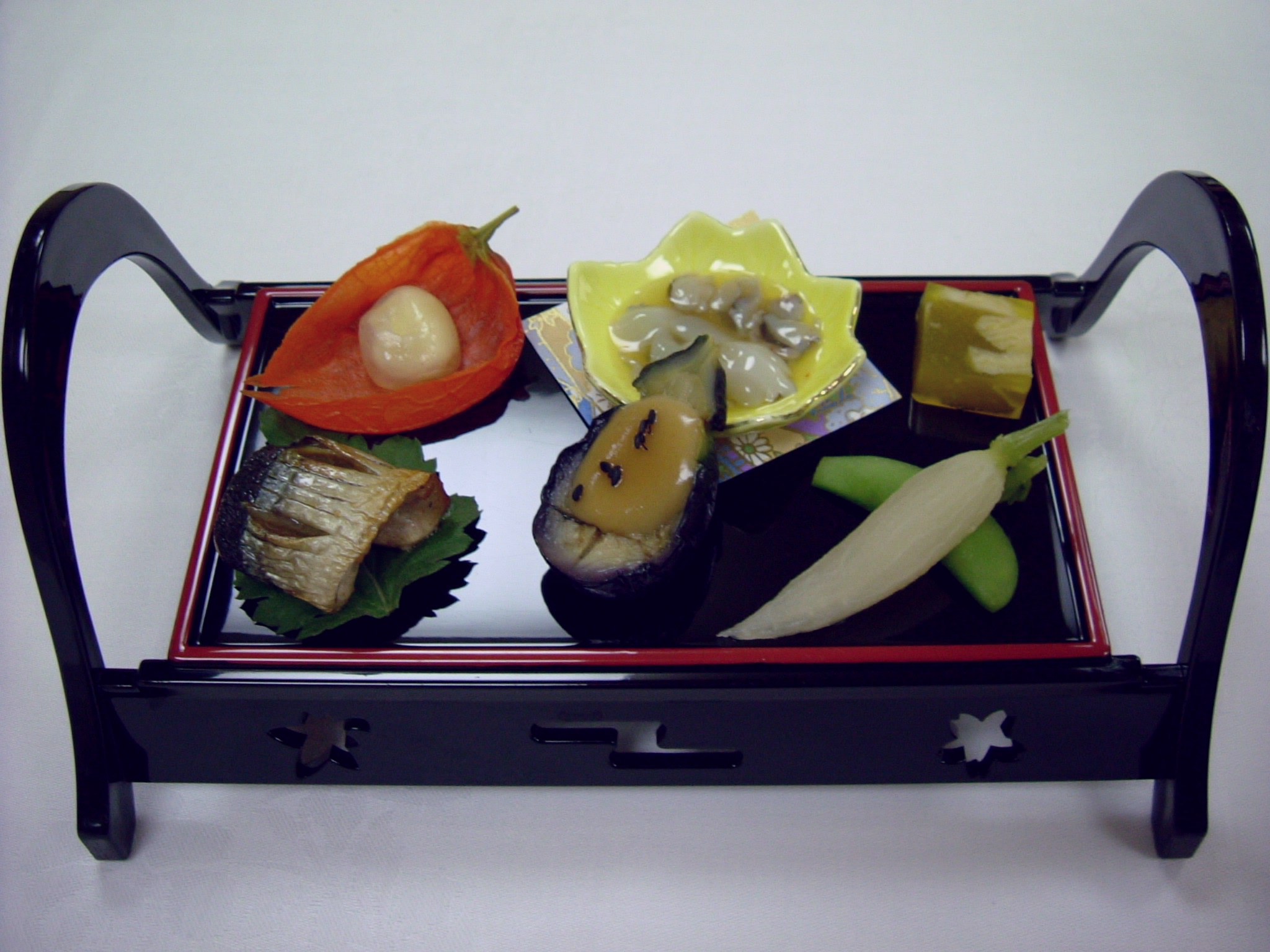
زينساي في المطبخ الياباني

### في أوروبا

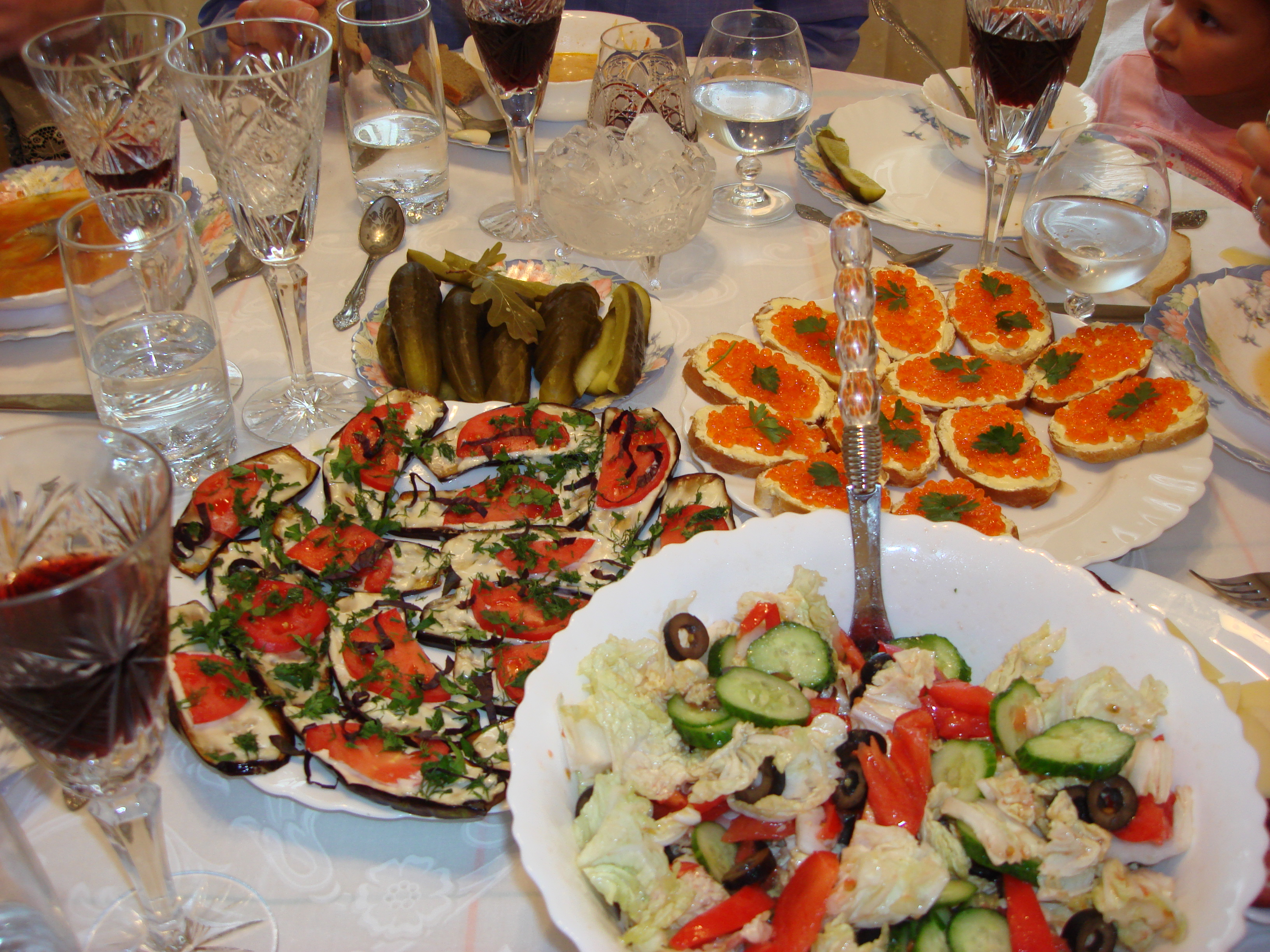
زاكوسكي في المطبخ الروسي

في إنجلترا، يعتبر طبق «الشياطين على ظهور الخيل» مقبلات ساخنة في وصفات مختلفة، لكنه بشكل عام يختلف عن طبق الملائكة على ظهور الخيل، ويتم صنعها عن طريق استبدال المحار بالفواكه المجففة. تحتوي غالبية الوصفات على تاريخ منزوع النوى (على الرغم من استخدام البرقوق في بعض الأحيان). طبق البداية هو المصطلح العامي للمشهيات في المملكة المتحدة، ايرلندا والهند. طبق كريدتيه (بالفرنسية: Crudités) في فرنسا عبارة عن مزيج من سلطات الخضار النيئة، حيث أن وجبة المقبلات تحتوي على ثلاثة خضروات على الأقل بألوان مذهلة.   في الإيطالية يعني أنتيباستو يتم تقديمها باردة على شكل زيتون وجبن وخضروات مخللة.  بكلمات أخرى مماثلة عن المشهيات يمكن العثور عليها في بقية جنوب أوروبا تحت أسماء مختلفة مثل كلمة "entrada" في البرتغالية، ومثل كلمة "entrante" في الإسبانية). فورجيرخت هي تعني مقبلات (بالهولندية: Voorgerecht) وأصل الكلمة باللغة الهولندية جاء حيث تعني ("gerecht") الطبق و ("voor") تعني قبل الطبق الرئيسي. فتوش عبارة عن سلطة خبز في مطبخ بلاد الشام مصنوعة من قطع محمصة أو مقلية من خبز البيتا (خبز عربي) ممزوجة بالخضروات المختلطة والخضروات الأخرى. إنه ينتمي إلى عائلة الأطباق المعروفة باسم الفتات (الجمع) أو الفتة، والتي تستخدم الخبز القديم كقاعدة. 

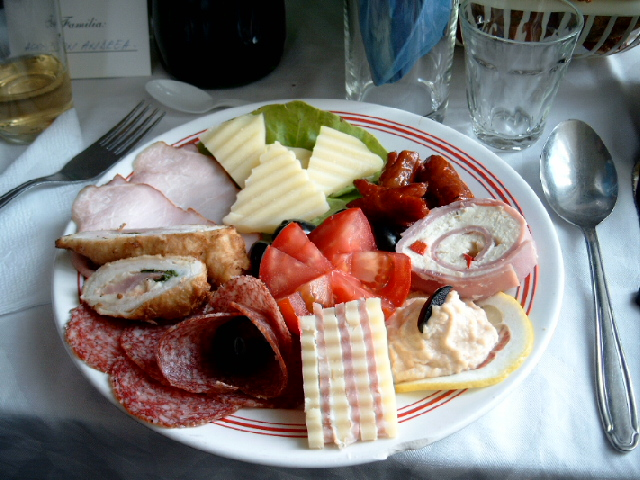
المقبلات المختلفة في مأدبة من المطبخ الروماني
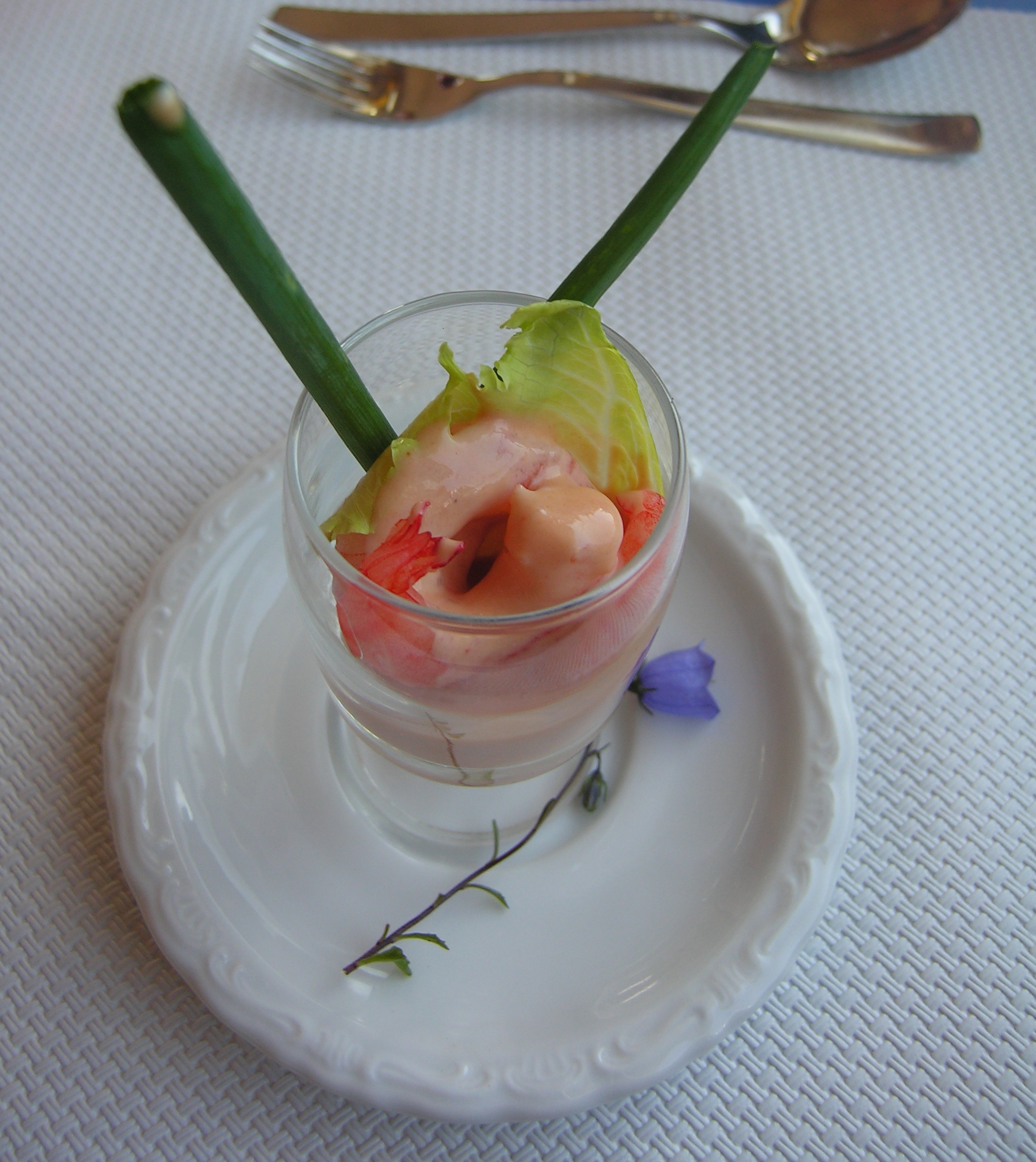
مقبلات تقدم في مطعم يقدم المأكولات السويسرية
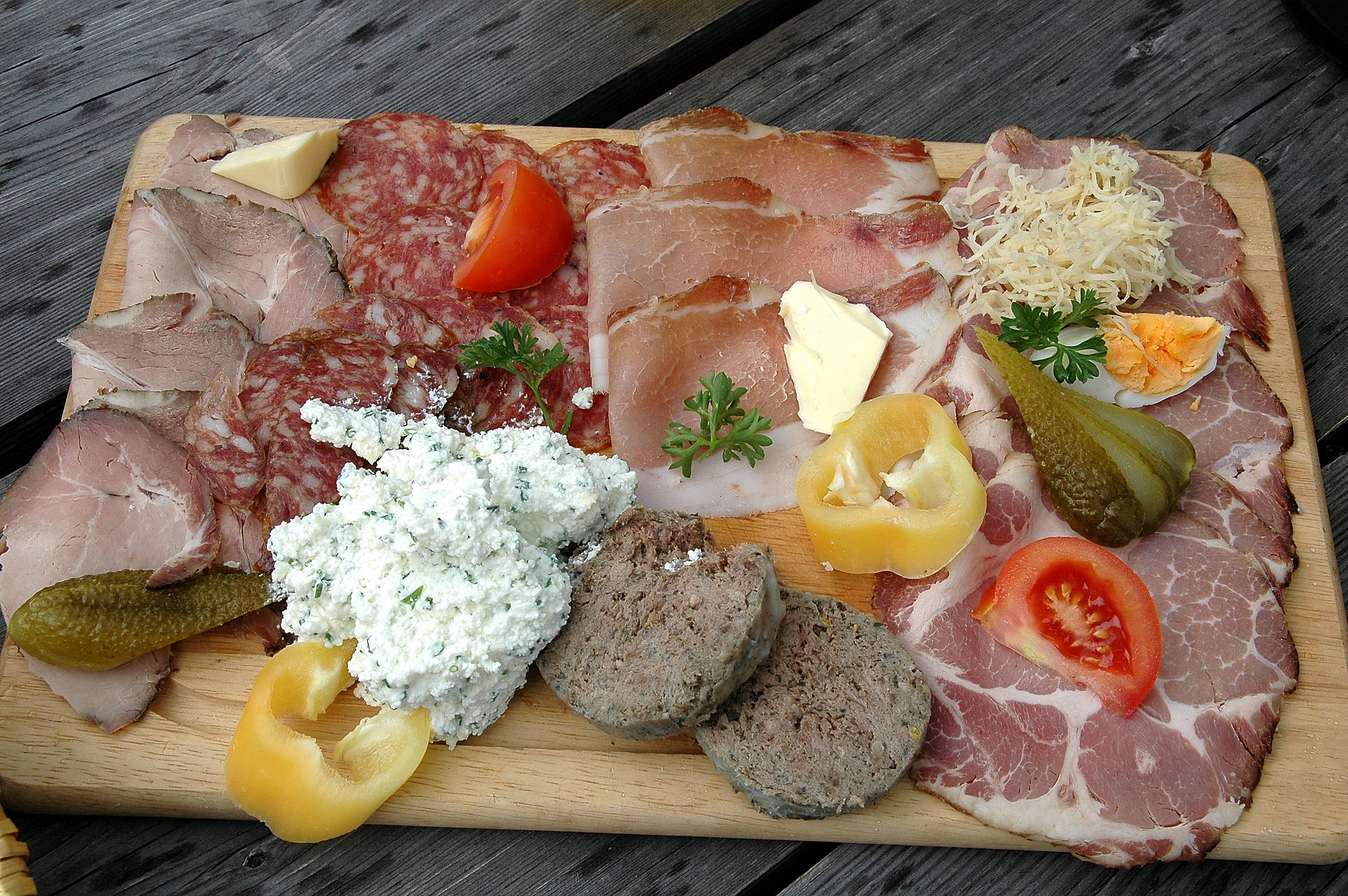
كارينثيان "بريتلجوس" النموذجي ، ويتألف من أنواع مختلفة من اللحوم الباردة والفجل والبيض المسلوق ومعجون اللحم والخضروات والزبدة والجبن الرائب

### في الولايات المتحدة الأمريكية

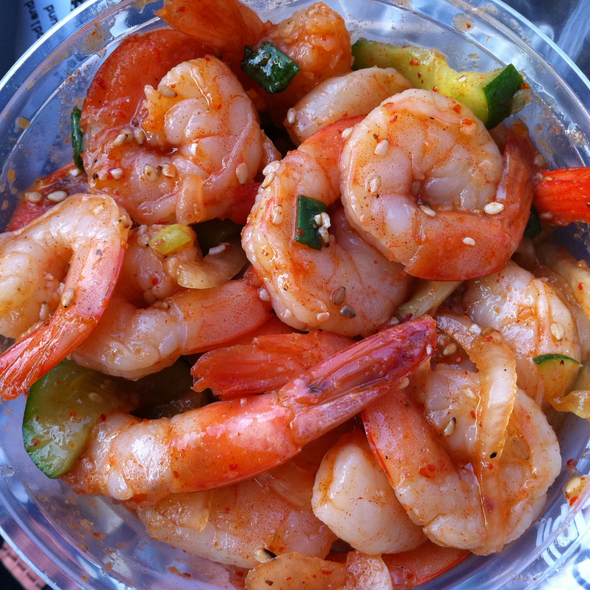
(سلطة السمك) هي سلطة سمك نيئة تُقدم كفاتح للشهية في مطبخ هاواي

في الولايات المتحدة، يبدو أن العرف جاء من ولاية كاليفورنيا، حيث ربما يكون مالك الصالون الأجنبي قد وضع صوانيًا من المقبلات البسيطة لخدمة عملائه. سرعان ما أصبح هذا التقليد عبارة عن بيرة 5 سنت ووجبة غداء مجانية في أوائل أمريكا قبل أن ينهي الحظر هذه العادة.
في الولايات المتحدة، يعتبر مصطلح " المقبلات "، إشارة إلى أي شيء يتم تقديمه قبل الوجبة، أكثر المصطلحات شيوعًا للمقبلات. يُطلق على الوجبات الخفيفة التي تُقدم خارج سياق الوجبة اسم المقبلات (مع تعدد اللغة الإنجليزية).

#### هاواي
في لغة هاواي تسمى المقبلات المشهيات "pūpū". تأثيرات الطهي في هاواي متنوعة للغاية بسبب الأعراق المتعددة التي تعيش في الجزر. أدى هذا التنوع، جنبًا إلى جنب مع أمركة الترفيه في منتصف القرن العشرين، إلى تقديم كوكتيل هاواي ومشهيات بوبو. لقد تأثر اختراع التجربة البولينيزية المزيفة بشكل كبير بـ دون بيتشكومبر، الذي يُنسب إليه الفضل في إنشاء طبق مشهيات بوبو والشراب المسمى زومبي كوكتيل لمطعمه في هوليوود. كان الطعام في دونز عبارة عن مطبخ كانتونيز تقليدي يقدم مع عرض تقديمي فاخر. كانت أطباق بوبوالأولى عبارة عن ملفوف البيض وأجنحة الدجاج والضلوع الاحتياطية بالإضافة إلى الأطعمة الصينية الأمريكية الأخرى. في نهاية المطاف، أنشأ التاجر فيكس مطعم ماي تاي ضمن مطاعمه في منطقة خليج سان فرانسيسكو وسيصبح بار تيكي تقليدًا أمريكيًا للكوكتيل.

### في أوقيانوسيا

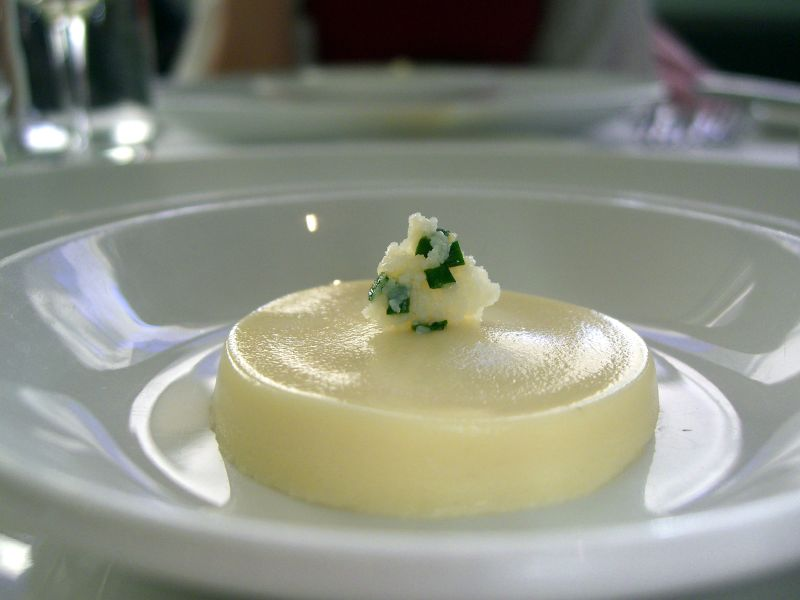
أموز-بوش

المشهيات، وتسمى أيضا يروق-دي، عمل حول الحانات في أستراليا هي المحار والألزاس فطائر فوا جرا.  المقبلات في نيوزيلندا هي سيخ لحم الضأن أو منزلقات سمك القد الأزرق. في نيوزيلندا، يطلق الماوريون على وجباتهم الخفيفة كاي تيموتيمو. تشمل مقبلات كيريباتي المقدمة معاجين مصنوعة من الحمص والباذنجان وأطباق اللحوم مع التوابل والقمح. دجاج ساموا ولحم خنزير مشوي، حكايات اللحم في صلصة مدخنة وحارة هي مقبلات في ساموا. في تونجا، يقدم بو بو بووس أو المقبلات روبيان وايكيكي والأناناس المشوي مع صلصة التغميس.

### في دول أخرى
المقبلات التي يتم تقديمها في كينيا عبارة عن خضروات نيئة وطازجة وتغميسات متنوعة مع زينة.  قبل إدخال المقبلات الحديثة من أوروبا إلى جنوب إفريقيا، كانت المقبلات تتكون من سمك سامبال شرقي ونخاع عظم مطبوخ يقدم مع الخبز. 

## مقبلات ساخنة

### قلاية بندورة

#### المقادير
- 5 حبات بندورة.
- 20 غراماً من زيت الزيتون.
- 2 غرام ملح.
- 7 غم من فلفل أخضر حار.
- 14 غم من الثوم.

#### طريقة التحضير
- تُوضع القدر على نار متوسّطة ثمّ يضاف زيت الزيتون، وملعقة صغيرة من الثوم المقشّر، ونصف ملعقة صغيرة من الفلفل الأخضر الحار.
- يُقلّى الفلفل والثوم لمدّة دقيقة، ثمّ تُضاف مكعّبات البندورة الصغيرة ورشّة من الملح، ويحرّك المزيج.
- يُطهى المزيج لمدّة 10 دقائق على نار خفيفة ويُقدّم.

### شوربة الدجاج بالمكرونة

#### المقادير
- 2 صدر صدر الدجاج (مفروم مكعبات صغيرة).
- 450 غم معكرونة.
- كوب صلصة طماطم.
- 500 مل من مرق دجاج.
- ملعقة صغيرة من ملح.
- نصف ملعقة صغيرة من الفلفل الأسود (مطحون).
- رشّة الشطة.
- 2 ملعقة كبيرة الزيت.

#### طريقة التحضير
- ضعي الزيت في قدر على نار متوسطة وأضيفي الدجاج وقلبي.
- ضعي المكرونة في الزيت لتتحمر ثم ضعي عليها الشوربة والصلصة تدريجياً.
- تبلي المكرونة بالملح والفلفل والشطة وقلبي ثم اتركيها حتى تنضج وتتشرب من الشوربة قليلاً.
- قدمي الشوربة ساخنة.

### كرات البطاطس بالجبن

#### المقادير
- 4 حبات البطاطس (مهروسة).
- نصف كوب جبن موزاريلا.
- فص الثوم.
- 2 ملعقة كبيرة من بقدونس (مفروم).
- 3 حبات من البيض.
- ربع كوب دقيق.
- ربع كوب القرشلة.
- حسب الرغبة ملح.
- ملعقة صغيرة فلفل أسود

#### طريقة التحضير
- نقوم بعجن البطاطس المهروسة مع البقدونس والثوم والملح والفلفل جيدأ حتى تتماسك العجينة.
- نبدأ بتشكّيل العجينة إلى كرات بالحجم الذي نريد ونحشوها بالجبنة.
- نغمس البطاطس المحشية في الدقيق ثمّ بالبيض والقرشلة.
- نسخّن الزيت في الطاسة ونقلي به البطاطس وعندما يصبح لونها مائلاً إلى الذهبيّ نرفعها عن النار، ثم تقدم ساخنة.

### رولات الخبز بالثوم والزبدة

#### المقادير
- رغيف خبز الباغيت.
- 2 ملعقة كبيرة الثوم (مهروس).
- ربع كوب الزبدة.
- رشّة ملح.
- رشّة فلفل أسود.
- ربع كوب الكزبرة (مفرومة).

#### طريقة التحضير
- نقوم بنخلط الثوم مع الكزبرة والزبدة ثم ننكه المكوّنات بالفلفل الأسود والملح ثم نقلبها جميعاً.
- نقطع الخبز على شكل شرائح ثم ندهن كل شريحة بمقدار قليل من الخليط.
- نبدأ بترتب شرائح الخبز داخل صينية مغلفة مسبقاً بورقة من الزبدة ثم نسخن الفرن على درجة حرارة متوسطة ونضع الصينية في الفرن على درجة حرارة منخفضة حتى تتحمر شرائح الخبز.

### أصابع الموزاريلا المقلية

#### المقادير
- 500 غراماً جبن موزاريلا.
- 2 حبة البيض (مخفوق).
- ثلثان الكوب دقيق.
- ثلث كوب النشا.
- نصف كوب بقسماط.
- نصف ملعقة صغيرة ملح.
- حسب الحاجة الزيت (للقلي).

#### طريقة التحضير
- نقوم بخفق البيض والماء في وعاء صغير ثم نخلط الملح مع البقسماط في إناء متوسط الحجم.
- نمزج الدقيق والنشا الذرة في وعاء ثالث ثم نقوم بإحضار مقلاة كبيرة ووضع كمية من الزيت فيها وتسخينه.
- نقوم بتغميس أصابع الموزاريلا مع مزيج الدقيق والذرة ثمّ مع البيض المخفوق.
- نبدأ بتغليف الأصابع بالبقسماط ووضعها في الزيت وتقليبها حتى يصبح لونها ذهبياً لمدة ثلاثين ثانية وإزالة الأصابع من الزيت ووضعها على أوراق خاصّة تعمل على امتصاص الزيت، تقدم ساخنة.

### شوربة عدس بالكينوا

#### المقادير
- 2 كوب العدس الاصفر.
- كوب كينوا (مسلوقة).
- 1 حبة البطاطس (مقطعة).
- 1 حبة الجزر (مقطع).
- 1 حبة البصل (مقطع).
- 4 فصوص من الثوم.
- ملعقة صغيرة من الكركم.
- رشّة ملح.
- رشّة الكمون.
- الماء حسب الحاجة.

#### طريقة التحضير
- اغسلي العدس جيداً، ثم قومي بتصفيته.
- في وعاء على النار ضعي العدس والبصل والبطاطس والجزر والثوم والماء.
- اتركي المكونات على نار متوسطة حتى تنضج.
- قومي برفعها من على النار، واتركيها لتهدأ قليلاً.
- ضعيها في الخلاط وقومي بالضرب جيداً حتى تنعم، ويمكنك عمل هذه الخطوة باستخدام الهاند بلندر.
- ضعيها على النار مرة أخرى، ثم أضيفي إليها الكينوا، وتبليها بالملح والكمون والكركم.
- اخلطي جيداً، واتركيها على النار حتى تسخن.
- ضعيها في الأطباق، وقدميها ساخنة.

### أمثلة
على الرغم من أن أي طعام يتم تقديمه قبل الطبق الرئيسي هو من الناحية الفنية مقبلات، إلا أن عبارة Hors d'oeuvre تقتصر عمومًا على العناصر الفردية، مثل الجبن أو الفاكهة.

## فهرس
- Cracknell، H. L.؛ Kaufmann، R. J. (1999). "Chapter 6: Hors-d'oeuvre". Practical Professional Cookery. Cengage Learning. ص. 87–108. ISBN:978-1-86152-873-5.
- Davidson، Alan (21 سبتمبر 2006). The Oxford Companion to Food. Oxford University Press. ISBN:978-0-19-280681-9. مؤرشف من الأصل في 2020-12-04.
- Dunham، J. R. (أبريل 2004). Two Women in Africa: The Ultimate Adventure. iUniverse. ISBN:978-0-595-31232-0. مؤرشف من الأصل في 2020-11-03.
- Foskett، David؛ Paskins، Patricia؛ Rippington، Neil؛ Thorpe، Steve (29 أغسطس 2014). Practical Cookery for the Level 3 NVQ and VRQ Diploma, 6th edition. Hodder Education. ISBN:978-1-4718-0671-1. مؤرشف من الأصل في 2021-01-10.
- Louis، Regis St؛ D'Arcy، Jayne؛ Gilbert، Sarah؛ Harding، Paul؛ Le Nevez، Catherine؛ Maxwell، Virginia؛ Pozzan، Olivia؛ Watson، Penny (1 مايو 2012). Lonely Planet East Coast Australia 4. Lonely Planet. ISBN:978-1-74220-660-8. مؤرشف من الأصل في 2020-12-24.
- Romero، Pedro (2007). Night+Day Mexico City. ASDavis Media Group. ISBN:978-0-9776245-6-0. مؤرشف من الأصل في 2020-11-26.
- Rombauer، Irma S.؛ Becker، Marion Rombauer؛ Becker، Ethan؛ Guarnaschelli، Maria (5 نوفمبر 1997). JOC All New Rev. – 1997. Simon and Schuster. ISBN:978-0-684-81870-2. مؤرشف من الأصل في 2020-11-24.
- Smith، Dennis Edwin (2003). From Symposium to Eucharist: The Banquet in the Early Christian World. Fortress Press. ISBN:978-1-4514-0653-5. مؤرشف من الأصل في 2020-12-04.
- Willan، Anne (23 مارس 2012). The Country Cooking of France. Chronicle Books. ISBN:978-1-4521-0767-7. مؤرشف من الأصل في 2020-11-25.
- Wright، Clifford A. (1 يناير 2003). Little Foods of the Mediterranean: 500 Fabulous Recipes for Antipasti, Tapas, Hors D'Oeuvre, Meze, and More. Harvard Common Press. ISBN:978-1-55832-227-1. مؤرشف من الأصل في 2020-10-16.
- Wyk، Magdaleen Van؛ Barton، Pat (2007). Traditional South African Cooking. Struik. ISBN:978-1-77007-407-1. مؤرشف من الأصل في 2017-02-25.

## روابط خارجية
- وصفات مقبلات .